# Pilha de Zamboni

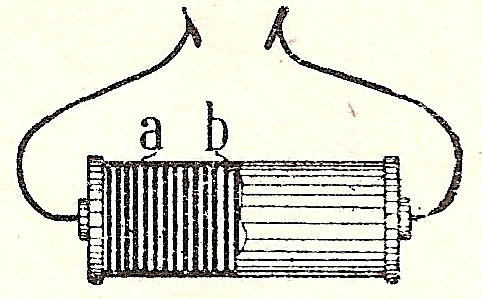
Pilha de Zamboni

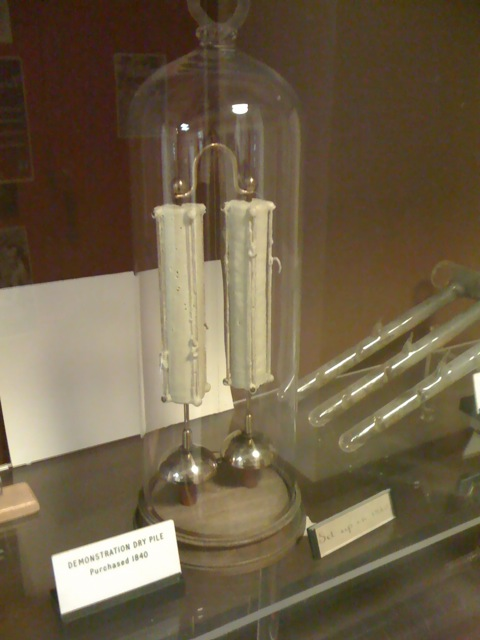
Campainha de Oxford. Um sino que acredita-se ser alimentado por pilhas Zamboni.

O Pilha de Zamboni (também referido como Pilha Seca De Duluc) é uma bateria, inventada por Giuseppe Zamboni em 1812.
Uma pilha de Zamboni é uma "bateria eletrostática" e é construída a partir de discos de folha de prata, zinco e papel. Alternativamente, discos de "papel prateado" (papel com uma camada fina de zinco numa das faces) dourado de um lado ou papel prateado manchado com dióxido de manganês e mel pode ser usado. Discos de aproximadamente 20 mm de diâmetro são montados em pilhas, que podem ter vários milhares de discos de espessura, depois comprimidos num tubo de vidro com tampas de extremidade ou empilhados entre três varetas de vidro com placas de extremidade de madeira e isolados por imersão em derretimento enxofre ou breu.
A força eletromotriz por elemento é aproximadamente 0,8 V; com milhares de elementos empilhados, pilhas Zamboni têm tensão elétrica na faixa do quilovolt, mas corrente de saída na faixa donanoampere. Acredita-se que a famosa Campainha de Oxford, que vem tocando continuamente desde 1840, seja alimentada por um par de pilhas Zamboni.